# Washington Terrace
Washington Terrace je město v okresu Weber County ve státě Utah ve Spojených státech amerických. K roku 2010 zde žilo 8 551 obyvatel. S celkovou rozlohou 4,9 km² byla hustota zalidnění 1 728,7 obyvatel na km².